# DSB MK (II)
Die Baureihe DSB MK (II) waren 25 dieselgetriebene Rangierlokomotiven, die als Type MaK G 322 von Maschinenbau Kiel (MaK) für die Dänischen Staatsbahnen (DSB) gebaut wurde. Sie erhielten die Betriebsnummern 601 bis 625.

## Geschichte

### RDK MK
2001 wurden die Lokomotiven MK 604 bis 624 an Railion Danmark A/S übergeben. MK 625 verblieb bei DSB und ist in København H (Belvedere) eingesetzt.
MK 601 wurde 2002 an die Mittelweserbahn verkauft (EVN 98 80 3352 002-0), 2007 erfolgte der Verkauf an Northrail. MK 602 und 603 gingen ebenfalls 2002 an die Vossloh Schienenfahrzeug GmbH, Kiel. Die restlichen Lokomotiven wurden mit Funkfernbedienung über ein tragbares Steuergerät ausgerüstet.

### Northrail 322
2008 wurden MK 604–608 von Northrail erworben. Dort erhielten sie die Baureihenbezeichnung 322. Bekannt sind die Umnummerierungen MK 604 in 322 123 und MK 606 in 322 125.
322 123 und 125 wurden 2012/2013 an Railservice (RSEJ) verliehen. Während dieser Zeit erhielten sie die EVN 92 86 0322 123-9 DK-RSEJ und 92 86 0322 125-2 DK-RSEJ.
MK 610 – bei Northrail als 322 122 bezeichnet – war seit Anfang 2024 in Kiel Hbf. im Rangierdienst eingesetzt. Im August 2024 war sie wieder im Kombiterminal Padborg im Dienst.

### RSC MK
2009 erfolgte mit dem Übergang von Railion Danmark A/S auf die Firma DB Schenker Rail Danmark Services erneut ein Besitzerwechsel. MK 609 und MK 611 bis 624 wurden seither von dort aus eingesetzt.
2013 wurden MK 611, 612, 617 und 618 an northrail abgegeben.

### DBCSC MK
Seit 2016 ist DB Cargo Danmark Services der Besitzer der Lokomotiven. Ihre NVR-Nummern sind: 98 86 0100 6xx-y DK-DBCSC.
MK 616 ist fest der Brauerei Carlsberg in Fredericia zugeteilt.

## Technische Merkmale
Die MaK G 322 ist eine dieselhydraulische Lokomotive für den leichten und mittelschweren Rangierdienst und leichten Übergabedienst, die von der Maschinenbau Kiel (MaK) von 1996 bis 1998 gebaut wurde. Die G 322 zählt bei MaK zum 3. Typenprogramm. Sie wurde nach der Übernahme der MaK durch Vossloh nahezu unverändert als G 400 B im 4. Typenprogramm weitergebaut. Ihre Achsfolge ist B. Sie hat eine Leistung von 390 kW und erreicht eine maximale Geschwindigkeit von 60 km/h. Ihre Dienstmasse beträgt 40 t.
Speziell für den Rangierbetrieb ist die Lok mit Funkfernsteuerung, automatischen Rangierkupplungen, einem Turbowendegetriebe mit hydrodynamischer Bremsung und einer Geschwindigkeitskonstanthaltung ausgerüstet.

## DB-Baureihe 352
Im deutschen Fahrzeugeinstellungsregister wurde für diese Bauart die Baureihennummer 98 80 3352 vergeben.
Eine Lok wurde von der Deutschen Bahn AG angemietet und trug dort die Betriebsnummer 352 001-2.